# FN M1905
La FN Modelo 1905 (a partir de su fecha de patente) o FN Modelo 1906 (en los países europeos, debido a su fecha de fabricación) fue una pistola semiautomática producida por la Fabrique Nationale de Herstal (FN) desde 1906 a 1959.
Es idéntica a la Colt M1908 Vest Pocket de bolsillo, basada en el mismo prototipo de John Browning, y que fue la inspiración para la posterior FN Baby Browning. Aunque las patentes de la pistola de Browning se vendieron a Colt y FN, este fue el único caso en el que ambas compañías pusieron el mismo diseño en producción sin ninguna modificación significativa.
La FN Modelo 1905 fue empleada por la resistencia belga en 1943 para el ataque al vigésimo convoy, donde más de 100 judíos fueron salvados de un tren del Holocausto que los llevaba al campo de concentración de Auschwitz. La pistola está expuesta en el Museo del Cuartel Dossin, en Malinas.

## Galería

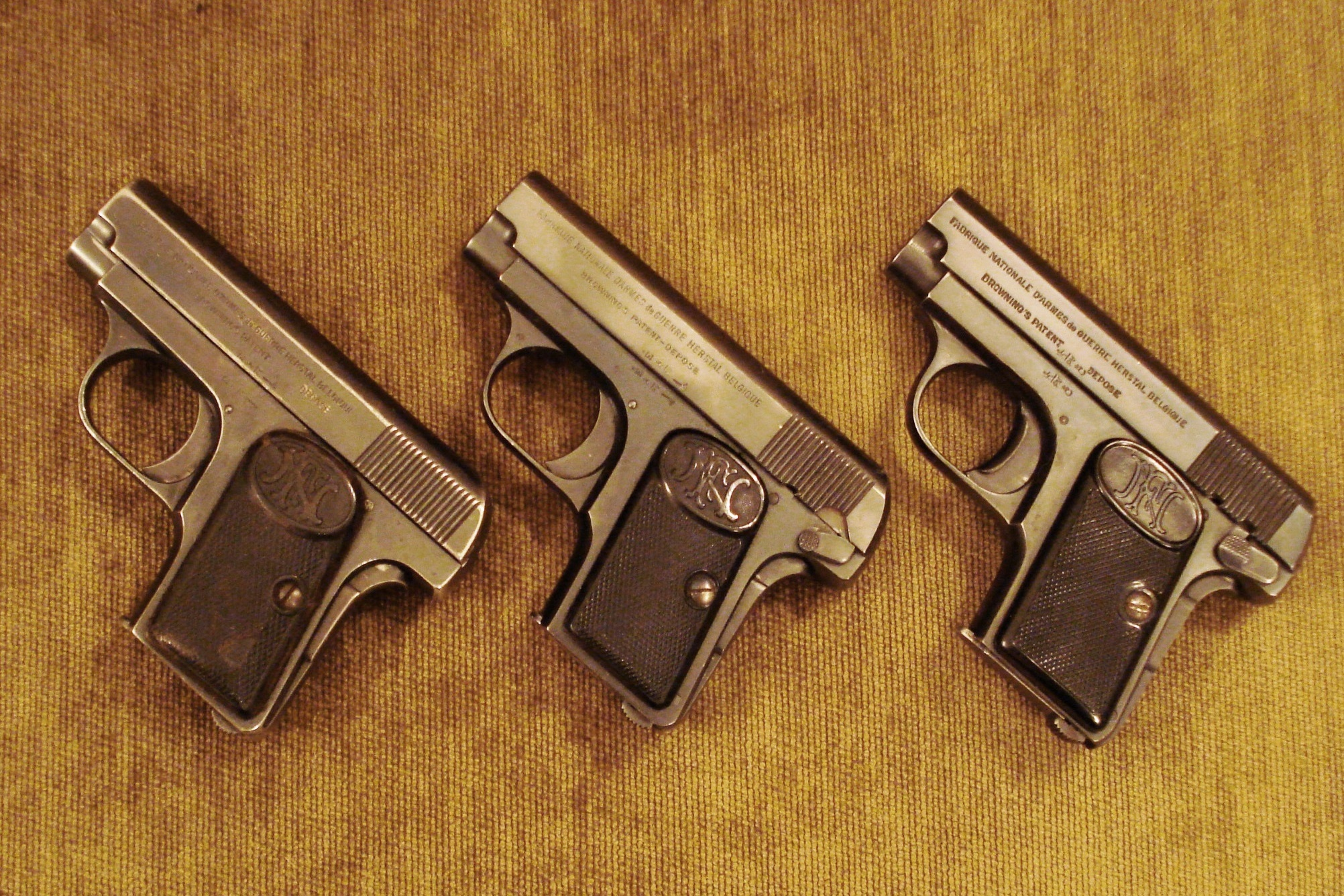
Tres FN Modelo 1906, con distintos tipos de seguro.
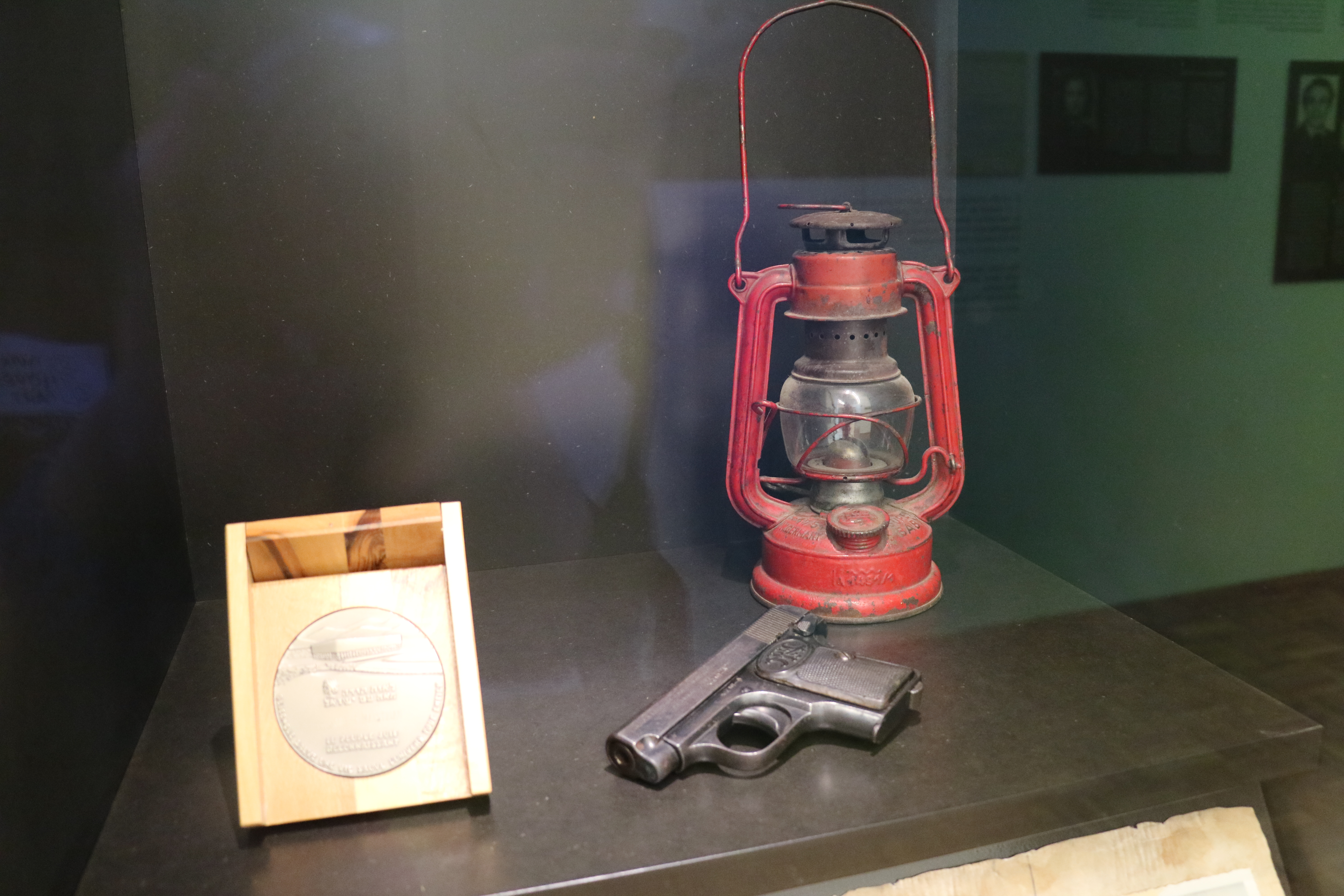
La linterna y la FN Modelo 1905 empleados en el ataque al vigésimo convoy, en el Museo del Cuartel Dossin.